# Hüribach
Der Hüribach ist der rund 9 Kilometer lange Hauptzufluss des Ägerisees in den Schweizer Kantonen Schwyz und Zug.

## Geographie

### Verlauf
Der Hüribach entspringt am Türlistock im obersten Abschnitt des Hüritals, das in den Kanton Schwyz hineinragt. Nach rund 900 Meter langem Bachlauf in nordöstliche Richtung erreicht er die Kantonsgrenze und durchfliesst nun dichtes und unberührtes Waldgebiet. Er fliesst anfangs kurz in nördliche, danach nach einem grösseren Bogen nach der Hüritalhütte in nordwestliche Richtung. Bei der Einmündung des Alplibachs wendet er sich wieder nordwärts, ehe er kurz vor Unterägeri sich Richtung Osten wendet und schliesslich bei Chilchbüel in den Ägerisee mündet.

### Einzugsgebiet
Das Einzugsgebiet des Hüribachs ist 12,61 km² gross und besteht zu 75,1 % aus Bestockter Fläche, zu 21,5 % aus Landwirtschaftsfläche, zu 1,4 % aus Siedlungsfläche, zu 0,3 % aus Gewässerfläche und zu 1,8 % aus unproduktiven Flächen
Flächenverteilung
Die mittlere Höhe des Einzugsgebietes beträgt 1074 m ü. M., die minimale Höhe liegt bei 723 m ü. M. und die maximale Höhe bei 1577 m ü. M.

### Zuflüsse
- Schönalpbach (links), 0,7 km
- Stirzelbächli (rechts), 1,3 km, 0,65 km²
- Hinterer Löcherenbach (rechts), 0,4 km
- Wasserfallenbach (links), 1,8 km, 1,24 km²
- Vorderer Löcherenbach (rechts), 0,8 km
- Gerigsrainbach (rechts), 0,2 km
- Illenbergbach (rechts), 0,7 km
- Schüsselbach (links), 2,3 km, 1,67 km²
- Alplibach (links), 3,3 km, 2,93 km²
- Bucklenbach (rechts), 0,5 km
- Tierbach (rechts), 1,6 km
- Eggbach (links), 0,8 km
- Furenbach (links), 0,9 km
- Sagersbüelbach (rechts), 0,3 km
- Bommerhüttlibach (rechts), 0,2 km
- Rogeneubach (rechts), 1,0 km

## Hydrologie
An der Mündung des Hüribachs in den  Ägerisee beträgt seine modellierte mittlere Abflussmenge (MQ) 0,48 m³/s und sein Abflussregimetyp ist nivo-pluvial préalpin.
Der  modellierte monatliche mittlere Abfluss (MQ) des Hüribachs in m³/s